# قسم بشت أربابا الريفي (مقاطعة بانة)
قسم بشت أربابا الريفي (بالفارسية: دهستان پشت آربابا) هي منطقة سكنية تقع في إيران في ناحية ألوت. يقدر عدد سكانها بـ 5,641 نسمة .